# Miami Medical
Miami Medical (Arbeitstitel: Miami Trauma) ist eine US-amerikanische Dramaserie von Jeffrey Lieber. Sie wurde von Warner Bros. Television in Zusammenarbeit mit Jerry Bruckheimer Television produziert. Als Executive Producer fungierte Jerry Bruckheimer, während Iain Paterson und Christina M. Kim als Produzenten beteiligt waren. Für die Musik war Trevor Morris verantwortlich. Sie startete am 2. April 2010 auf dem US-amerikanischen Sender CBS.
Im Mai 2010 gab CBS nach nur sieben ausgestrahlten Episoden die Einstellung der Serie bekannt.

## Handlung
Die Serie befasst sich mit dem Krankenhausteam des Miami Medical Hospital, eines von nur drei ausgewiesenen Trauma-Zentren der Vereinigten Staaten. Sie kümmerten sich speziell um Fälle, bei denen Lebensgefahr besteht. Dabei stehen die Mediziner besonders unter Druck, da sie meist nur etwa eine Stunde Zeit haben, die sogenannte Golden Hour, um den Zustand der Patienten zu stabilisieren, bevor die Verletzungen sich auf den ganzen Körper auswirken. Das könnte dazu führen, dass auch eigentlich nicht betroffene Organe versagen.

## Produktion
Nachdem bereits im April 2008 bekannt wurde, dass die Krankenhausserie Emergency Room – Die Notaufnahme im Mai 2009 beendet werde, hatte CBS zur Season 2009–2010 eine neue Krankenhausserie in der Entwicklung. Im Februar 2009 gab CBS die Produktion einer Pilotfolge bekannt. Anfang März 2009 stießen als erstes Lana Parrilla, Jeremy Northam und der Brite Richard Coyle zur Besetzung. Ende März wurden dann Elisabeth Harnois und Aimee Garcia gecastet.
Am 16. Mai 2009 bestellte CBS Miami Trauma als Serie und orderte vorerst 13 Episoden. Kurz nach der Bestellung wurden einige Recasts bekannt gegeben. So wurde Richard Coyle gegen Mike Vogel ausgetauscht. Mitte Dezember 2009 wurde dann noch der Serientitel von Miami Trauma auf Miami Medical geändert.

## Besetzung und Synchronisation
Die deutsche Synchronisation entstand nach einem Synchronbuch und unter der Dialogregie von Hans-Jürgen Wolf durch die Synchronfirma EuroSync GmbH in Berlin.
| Rolle               | Schauspieler      | Synchronsprecher       |
| ------------------- | ----------------- | ---------------------- |
| Dr. Matthew Proctor | Jeremy Northam    | Frank Röth             |
| Dr. Chris Deleo     | Mike Vogel        | Robin Kahnmeyer        |
| Dr. Eva Zambrano    | Lana Parrilla     | Natascha Geisler       |
| Dr. Serena Warren   | Elisabeth Harnois | Rubina Kuraoka         |
| Pfleger Tuck Brody  | Omar Gooding      | Dennis Schmidt-Foß     |
| Schwester Longino   | Chuti Tiu         | Schaukje Könning       |
| Schwester Graceffa  | Shanola Hampton   | Bettina von Nordhausen |
| Sanitäter Kleebus   | Jonathan Runyon   | Wanja Gerick           |

## Ausstrahlung
Nachdem die Serie im Mai 2009 bestellt worden war, gab CBS einen Starttermin zur sogenannten Midseason bekannt. Im Dezember desselben Jahres wurde dann der 2. April 2011 als Startdatum genannt. Dort wurde die Serie jeweils freitags bis zum 2. Juli 2011 gezeigt. Im Schnitt verfolgten die 13 Episoden etwa sieben Millionen Zuschauer, davon 1,83 Millionen aus der werberelevanten Zielgruppe der 18- bis 49-Jährigen.
In Deutschland hatte sich die ProSiebenSat.1 Media die Rechte an der Serie gesichert und sich entschieden, sie auf sixx auszustrahlen. Dort begann die Ausstrahlung der Serie am 29. Juli und endete am 21. Oktober 2011. In Deutschland verfolgten im Durchschnitt 70.000 Zuschauer (0,6 Prozent) der werberelevanten Zielgruppe und 90.000 Zuschauer (0,3 Prozent) des Gesamtpublikums die kurzlebige Serie.

## Episodenliste
| Nr. | Deutscher Titel     | Originaltitel     | Erstausstrahlung USA | Deutschsprachige Erstausstrahlung (D) | Regie                | Drehbuch                          |
| --- | ------------------- | ----------------- | -------------------- | ------------------------------------- | -------------------- | --------------------------------- |
| 1   | Die Explosion       | Pilot             | 2. Apr. 2010         | 29. Juli 2011                         | Kenneth Fink         | Jeffrey Lieber                    |
| 2   | 88 Sekunden         | 88 Seconds        | 9. Apr. 2010         | 5. Aug. 2011                          | Paul McCrane         | Steven Maeda                      |
| 3   | Sturmhochzeit       | What Lies Beneath | 16. Apr. 2010        | 12. Aug. 2011                         | John Behring         | Liz Kruger & Craig Shapiro        |
| 4   | Der Absturz         | All Fall Down     | 23. Apr. 2010        | 19. Aug. 2011                         | Danny Cannon         | Elle Triedman                     |
| 5   | Die goldene Stunde  | Golden Hour       | 30. Apr. 2010        | 26. Aug. 2011                         | Matt Earl Beesley    | Jeffrey Lieber & Scott Shapiro    |
| 6   | Calle Cubana        | Calle Cubana      | 7. Mai 2010          | 2. Sep. 2011                          | Nathan Hope          | Pamela Davis                      |
| 7   | Kommen und Gehen    | Man on the Road   | 14. Mai 2010         | 9. Sep. 2011                          | Eagle Egilsson       | Jeffrey Lieber                    |
| 8   | Der Alligator       | An Arm and a Leg  | 21. Mai 2010         | 16. Sep. 2011                         | Paris Barclay        | Christina M. Kim & Scott Williams |
| 9   | Der Hurrikan        | Like a Hurricane  | 4. Juni 2010         | 23. Sep. 2011                         | Karen Gaviola        | Scott Williams                    |
| 10  | Taucherkrankheit    | Diver Down        | 11. Juni 2010        | 30. Sep. 2011                         | Paul McCrane         | Christina M. Kim                  |
| 11  | Zeitpunkt des Todes | Time of Death     | 18. Juni 2010        | 7. Okt. 2011                          | Chris Leitch         | Liz Kruger & Craig Shapiro        |
| 12  | Bis auf die Knochen | Down to the Bone  | 25. Juni 2010        | 14. Okt. 2011                         | Frederick E. O. Toye | Pamela Davis & Elle Triedman      |
| 13  | Der Medizinmann     | Medicine Man      | 2. Juli 2010         | 21. Okt. 2011                         | Alex Zakrzewski      | Steven Maeda                      |